# Terell Thomas
Terell Thomas, né le 18 octobre 1995 à Rainham en Angleterre, est un footballeur international saint-lucien jouant au poste de défenseur central.

## Biographie
Après avoir rejoint Charlton Athletic en provenance d'Arsenal, Thomas devient une figure clé de l'équipe d'académie de Charlton. Après avoir été remplaçant à plusieurs reprises au cours de la saison 2014-2015, il signe un nouveau contrat de deux ans jusqu'en juin 2017.

### En club

#### Prêts à Woking
Le 31 août 2015, Thomas rejoint le club de National League de Woking sous la forme d'un prêt d'un mois pour les jeunes. Il fait ses débuts professionnels le même jour lors de la victoire 2-0 de Woking à domicile contre Welling United, jouant l'intégralité des 90 minutes. Après avoir impressionné à Woking, le prêt de Thomas est prolongé jusqu'au 2 janvier 2016. Cependant, Woking ayant connu des difficultés en octobre et novembre, Thomas est écarté et ne joue qu'un seul autre match avant de retourner à Charlton en janvier.
Le 20 octobre 2016, le joueur retourne à Woking sous la forme d'un prêt d'un mois pour aider les Cards dans leur lutte contre la relégation. Deux jours plus tard, le défenseur fait son retour lors du match nul 1-1 à domicile de Woking contre Barrow, un club de haut de classement, jouant pendant 70 minutes avant d'être remplacé par Fabio Saraiva. Le 21 janvier 2017, son prêt est prolongé jusqu'à la fin de la saison 2016-2017. Le 14 février, Thomas inscrit son premier but professionnel lors de la victoire 2-1 de Woking à domicile contre Solihull Moors, en reprenant de la tête un corner pour donner l'avantage aux Cards. Le 25 février 2017, Thomas marque son deuxième but de la saison lors d'une défaite quatre buts à trois à l'extérieur contre Forest Green Rovers, en marquant un but à la 94e minute. Après une lutte réussie contre la relégation, Thomas retourne à Charlton après avoir joué 33 fois et marqué trois buts pour les Cards.

#### Signature à Wigan Athletic
Après sa libération de Charlton, Thomas signe à Wigan Athletic, un autre club de League One, pour un contrat d'un an le 16 juin 2017. Le 5 août 2017, Thomas fait ses débuts en championnat lors de la victoire 1-0 de Wigan à l'extérieur contre Milton Keynes Dons, remplaçant Nick Powell à la mi-temps. Trois jours plus tard, il est titularisé pour la première fois pour Wigan lors d'un match de Coupe de la Ligue anglaise contre Blackpool, jouant 65 minutes lors de la victoire 2-1 à domicile.

#### Prêt à Sutton United
Le 29 décembre 2017, le défenseur retourne en National League, rejoignant Sutton United dans le cadre d'un prêt de 28 jours. Un jour plus tard, il fait ses débuts à Sutton lors de la défaite 1-0 à l'extérieur contre le leader du championnat Macclesfield Town, jouant l'intégralité de la partie. Le 31 janvier 2018, le prêt de Thomas à Sutton est prolongé jusqu'à la fin de la saison. Le 24 février 2018, Thomas marque son premier but pour le club lors de la victoire 4-0 sur Guiseley, en marquant après une erreur du gardien Luke Coddington.
Après un prêt à Sutton, Wigan déclenche une option d'un an dans le contrat, prolongeant ainsi celui-ci jusqu'en juin 2019.

#### Aventure à l'AFC Wimbledon
Le 16 juillet 2018, bien qu'il ait signé un nouveau contrat d'un an avec Wigan, Thomas rejoint l'AFC Wimbledon, club de League One. Le 4 septembre 2018, Thomas fait ses débuts avec les Dons lors d'un match nul 2-2 contre Charlton Athletic en EFL Trophy à The Valley. Le 3 novembre 2018, Thomas fait ses débuts en championnat pour les Dons lors d'une défaite 2-1 contre Shrewsbury Town à Kingsmeadow. Il inscrit son premier but pour Wimbledon lors d'une victoire 1-0 contre Portsmouth le 19 octobre 2019.
En juillet 2021, le manager Mark Robinson confirme que Thomas quitterait le club à la fin de son contrat, à la suite de l'intérêt de clubs de Championship et de League One.

#### À Crewe Alexandra
Le 12 août 2021, Thomas signe un contrat d'un an avec le club de League One, Crewe Alexandra, en remplacement de Tommie Hoban, qui avait annoncé sa retraite surprise du football professionnel. Thomas fait ses débuts à Crewe le 17 août 2021 lors d'une défaite un but à zéro à Oxford United, concédant le penalty qui donne la victoire à l'équipe locale. Le 31 janvier 2022, après 19 rencontres, son contrat est résilié par consentement mutuel.

#### Court passage à Reading
Le 24 mars 2022, Thomas rejoint Reading pour un contrat allant jusqu'à la fin de la saison, après avoir fait bonne impression lors d'un essai. Le 20 mai 2022, Reading confirme que Thomas quitte le club à l'expiration de son contrat.

#### Retour à Charlton Athletic
Le 7 septembre 2022, le Saint-Lucien retourne à Charlton Athletic pour une durée d'un an.
Le 28 juin 2023, il signe un nouveau contrat d'un an avec Charlton en vue de la saison 2023-2024.

### En sélection
En juin 2022, Thomas est appelé en équipe de Sainte-Lucie pour les matchs de Ligue C de la Ligue des nations de la CONCACAF 2022-2023 contre la Dominique et Anguilla.
En 9 juin 2022, il joue sa première rencontre en sélection face à la Dominique lors d'un match amical. Son équipe s'impose un but à zéro.